# بحيرة غينفال
بحيرة غينفال ((بالهولندية: Meer van Genval)‏, (بالفرنسية: Lac de Genval)‏) تقع في مقاطعتي برابانت فلاماند وبرابانت والون ضمن إقليمي االفلامندي ووالونيا وتبلغ مساحتها 0.18 كم2